# Tving
För tätorten Tving, se Tving, Karlskrona kommun.

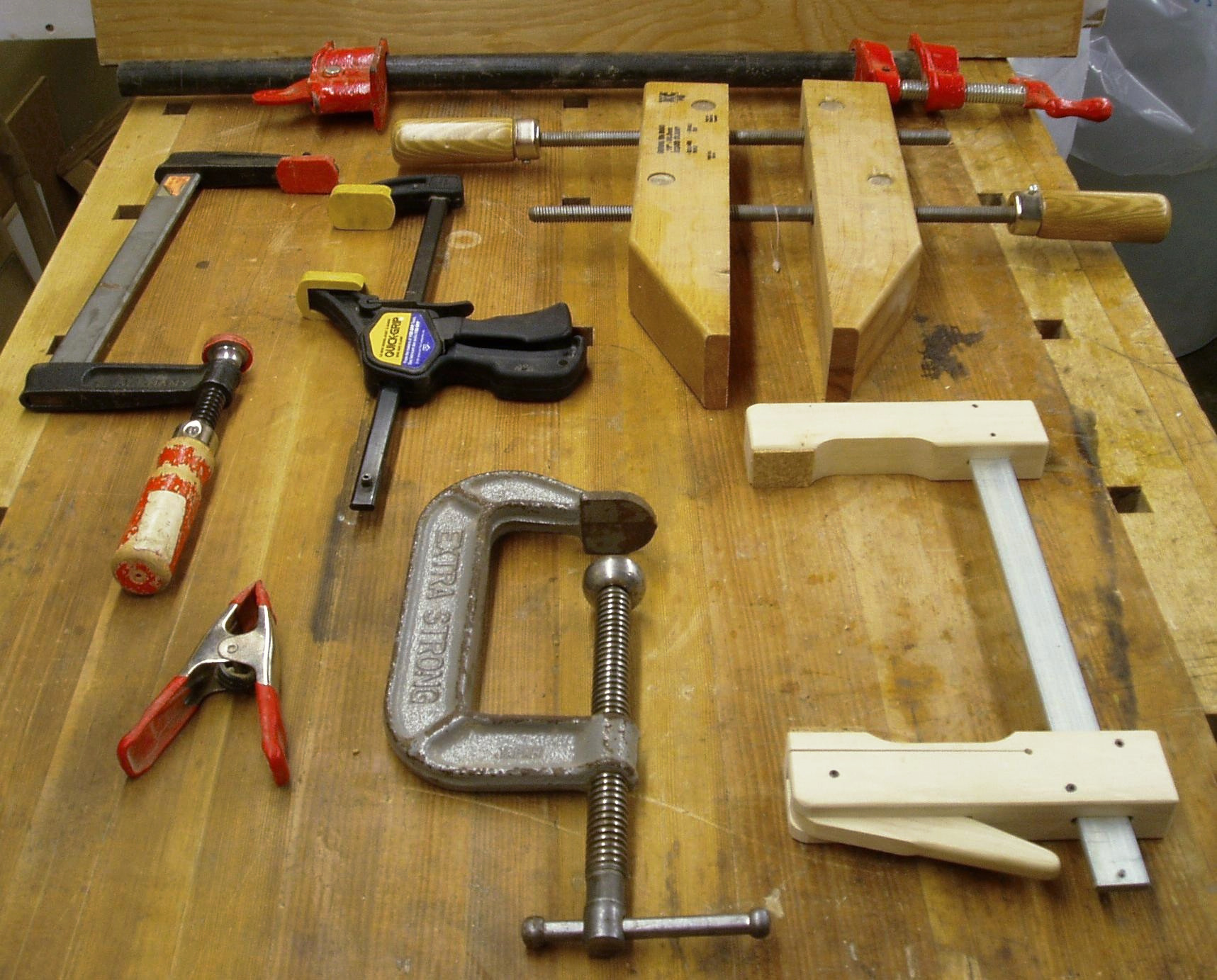
Några olika modeller.

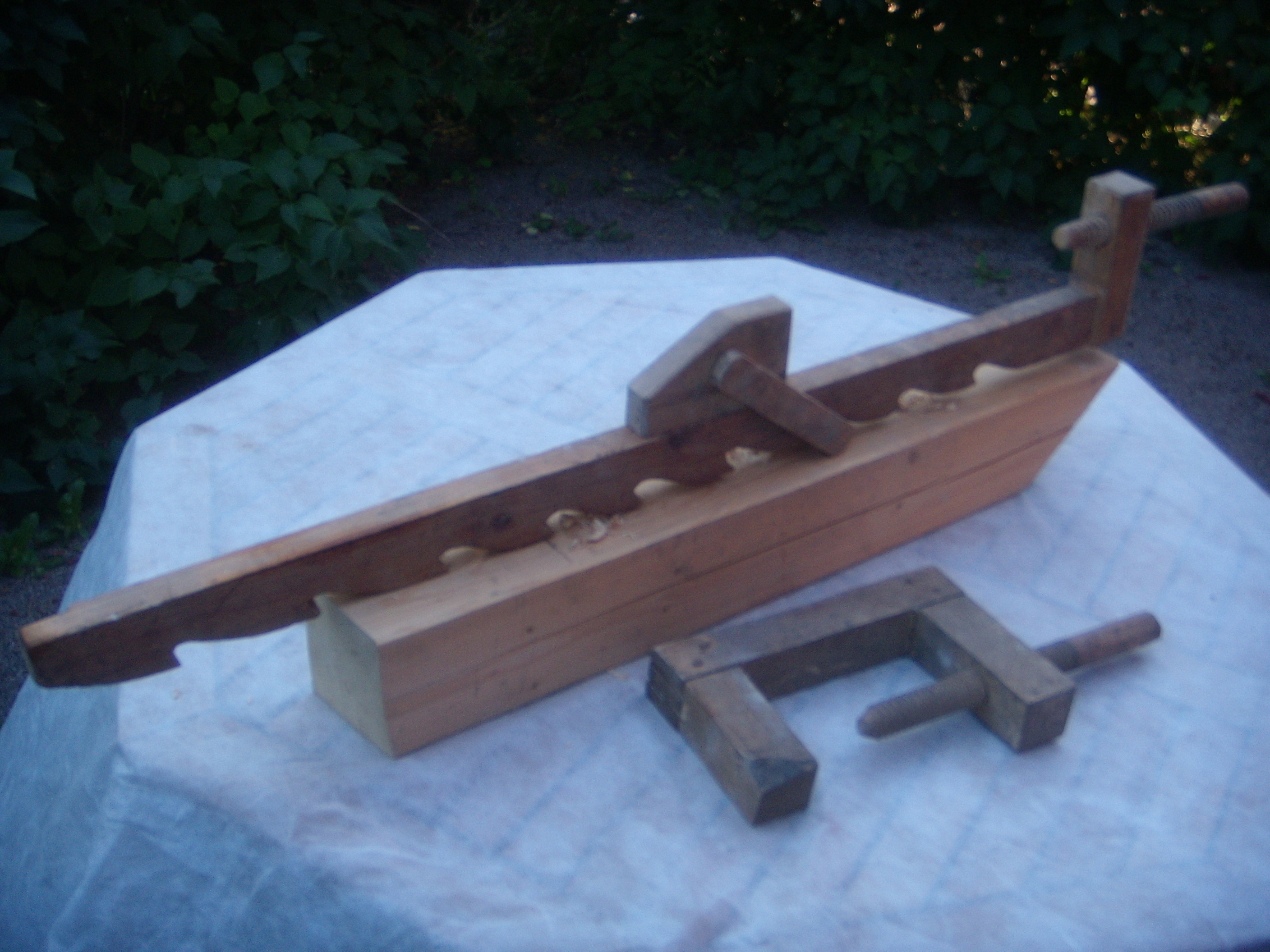
Äldre skruvtving och limknekt

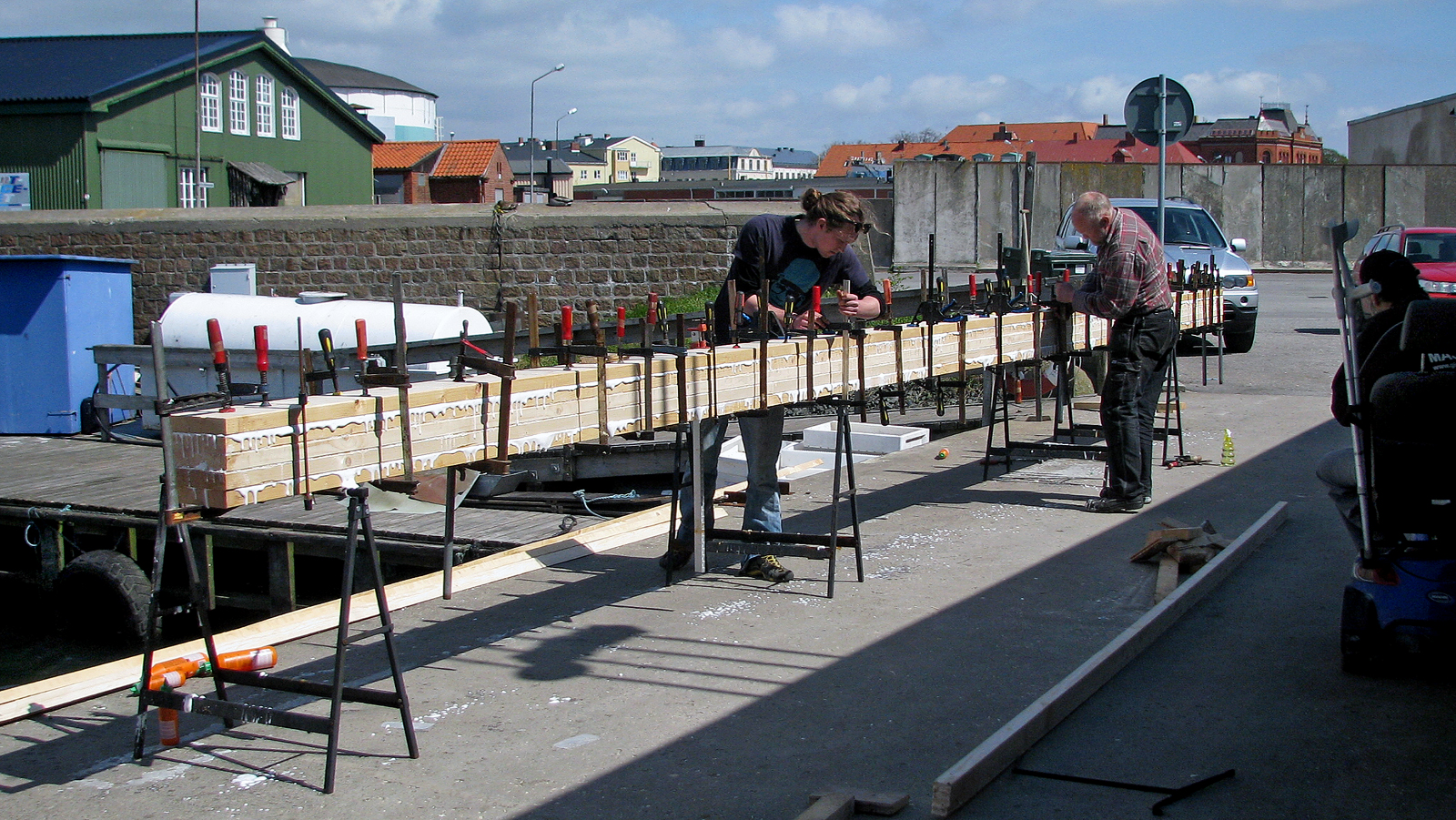
Ca 50 skruvtvingar behövdes för att limma ihop 5 brädor till en mesanmast

Tving, även limknekt, är ett slags låsbart verktyg som används framförallt vid limning av arbetsstycken samt fixering av detaljer. Ordet tving kommer från att "tvinga tillsammans", att pressa ytor mot varandra med hjälp av en tving. Limknekt är en större tving, principen är densamma med lite olika användningsområde. Tidigare tvingar var tillverkade helt i trä, vanligtvis bok eller björk. Ett annat jämförbart verktyg är båtklove som används för att fixera bordläggningsplankor mot varandra. Flera olika konstruktioner finns, vanligast är skruvtvingen.
Tvingen i mitten av bilden är en typisk skruvtving. Kraften åstadkommes genom att man skruvar in skruven tills föremålet låses mellan den övre skänkeln och brickan på skruvens ände.
Den gulsvarta tvingen något till vänster i bilden är en så kallad snabbtving. Den justeras med hjälp av en tångliknande mekanism som flyttar nedre skänkeln, och kan låsas och lossas med en hand. Kallas även för enhandstving.
Trätvingen längst ned till höger låser arbetsstycket med hjälp av en excentermekanism, det lilla spetsiga handtaget längst ut på tvingen.
Nederst i bild syns en limknekt som i motsats till tvingen har ett löpande anhåll på en skena eller ett rör. Limknekten används till att pressa tillsammans större skivor vid limning, till exempel bordskivor som är uppbyggda av trälameller.
Vid svetsning används liknande verktyg. Dessa brukar vara helt i metall och kan se ut som en skruvtving. För fixering av arbetsstycken vid svetsning användes vanligen svetstänger som kniper med hjälp av en fjäder i tången. Fjäderkraften justeras med en skruv i handtaget så att erforderligt tryck erhålles. Svetstången lossas med en hävarm som får fjädern att släppa.